# Cambridgeská škola
Cambridgeská škola je škola ekonomického myšlení patřící do neoklasické ekonomie a její vznik je spojován s takzvanou marginalistickou revolucí – změnou paradigmatu v ekonomické vědě, kdy se v ekonomii začaly používat mezní veličiny. Kromě cambridgeské školy vznikly na stejném základě také lausannská a rakouská subjektivně psychologická škola.

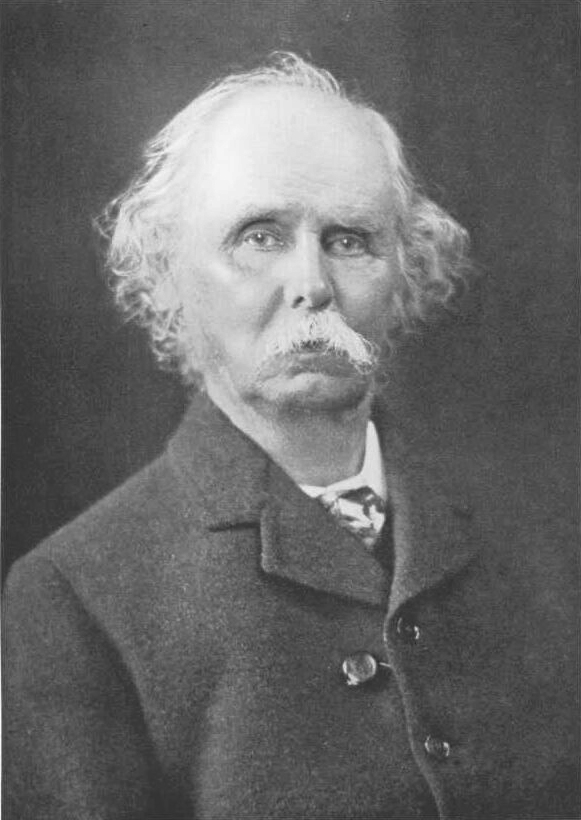
Alfred Marshall-zakladatel Cambridgeské školy

Hlavním zakladatelem Cambridgeské školy byl Alfred Marshall, jehož hlavní snahou bylo zachování klasické anglické politické ekonomie, přičemž škola je zaměřena na rovnováhu nabídky a poptávky na určitém trhu. Mezi Marshallova díla, která se stala základem cambridgeské školy, patří „Zásady ekonomie“ z roku 1890, jež byla ve své době jednou z nejvíce používaných učebnic ekonomie. V této knize se Marshallovi povedlo sepsat obě základní teorie neoklasické ekonomické školy – teorii mezní produktivity a teorii mezního užitku.  Mezi další jeho díla spadající do Cambridgeské ekonomické školy patří „Průmysl a obchod “ (1919) a „Peníze, úvěr a obchod“ (1923), ve kterých se snažil popsat své představy tržní ekonomiky, která podle něj má být pozitivní a hybnou silou ekonomického růstu se má stát konkurence.
Nejvýznamnějším Marshallovým nástupcem v rámci Cambridgeské školy byl Arthur C. Pigou, který se proslavil díky své teorii blahobytu, kterou popsal v dílech „Bohatství a blahobyt“ (1912) a „Ekonomie a blahobyt“ (1920). Je také autorem Pigouova efektu. Tato teorie tvrdí, že pokles cenové hladiny přispívá k nárůstu peněžních zůstatků, což má za následek zvýšení zaměstnanosti a produkce v krizi.
Mezi další významné představitele tohoto směru patří například Dennis H. Robertson, podílející se na rozpracování tzv. teorie peněz a na tvorbě tzv. teorie hospodářských cyklů. V počátcích své kariéry byli členy Cambridgeské ekonomické školy také Joan Robinsonová, autorka tzv. teorie nedokonalé konkurence, nebo John M. Keynes. Oba se sice později od Cambridgeské školy odchýlili k ekonomickému myšlení zaměřenému především na makroekonomickou analýzu, přesto však je v jejich pozdější tvorbě inklinace k tomuto směru jasně patrná.
Až do 30. let 20. století šlo Cambridgeskou ekonomickou školu nazývat také školou anglickou, neboť šlo o školu v Anglii té doby nejvýznamnější. Z významných anglických ekonomů té doby pouze John R. Hicks neměl sklony přiklánět se ke Cambridgeské škole, neboť inklinoval spíše ke škole lausannské.
Mezi nejvýznamnější znaky Cambridgeské školy patřilo úsilí o zachování tradice klasických anglických ekonomů Adama Smitha, Davida Ricarda a Johna Stuarta Milla. Proto se pro ni vžilo označení neoklasická, navzdory tomu se později tento pojem rozšířil také na lausannskou školu a také na většinu amerických i evropských marginalistů (s výjimkou rakouské školy).
Cambridgeskou školu se školou lausannskou spojuje pozornost zaměřená na ekonomický blahobyt a ekonomickou rovnováhu, avšak hlavní rozdíl mezi nimi je v metodě zkoumání tržní rovnováhy. Cambridgeská škola se na rozdíl od laussanské (která rozvíjela především metodu všeobecné rovnováhy) zaměřila na metodu dílčí rovnováhy – v této metodě sledovala poptávku a nabídku v rovnováze určitého trhu ceteris partibus (předpoklad toho, že ostatní trhy probíhají beze změny)

## Hlavní teorie a myšlenky Cambridgeské ekonomické školy

### Teorie firem
Jedna z teorií, která byla v rámci Cambridgeské ekonomické školy rozvíjena, byla teorie firem. Touto teorií se zabýval jak Marshall, nejvíce ve čtvrté knize svého díla Principy ekonomiky, tak také jeho následovník Arthur Pigou.
Marshall si byl vědom toho, že aby bylo možné důsledně pochopit fungování trhu, tak není možné zaměřit se pouze na jednoho tržního aktéra. Na rozdíl od školy rakouské, která se ve svých myšlenkách soustředila hlavně na chování spotřebitele, začal Marshall analyzovat i chování jednotlivých firem, které vytváří trh stejně tak jako spotřebitelé.  Dle Cambridgeské školy je hlavním racionálním cílem jednotlivých firem snaha o maximalizaci zisku.
Marshall rozděluje fungování firem podle období. Jinak vnímá vývoj firem v krátké časové periodě, jinak pak v dlouhé. Růst firmy je dle Marshalla úměrně závislý výši mezních nákladů. V krátkém časovém období Marshall rozděluje firmy na „Marginální“ a „intramarginální“. Intramarginální firmy mají oproti marginálním firmám výhodu v lepších výrobních faktorech – mají například výrobnu blíže trhu, což snižuje jejich náklady na dopravu. Intramarginální firmy tedy v krátkodobém období získávají větší zisk než firmy marginální. V dlouhodobém horizontu se ale výhody intramarginálních firem mohou rozplynout – firma přijde o pozemky, zručné zaměstnance, čímž vznikne konkurence i s marginálními firmami. V dlouhodobém horizontu lze tedy dle Marshalla očekávat vyrovnávání zisků.
V rámci teorie firem se Marshall taktéž soustředil na motivaci a koloběh firem v rámci trhu. Marshall analogicky přirovnává vztah firem k průmyslu jako vztah stromů k lesu. Jednotlivé firmy dle tohoto přesvědčení vzniknou, časem dosáhnou své maximální velikosti a následně zaniknou, stejně tak jako stromy, které časem vyrostou do své maximální výšky a následně zemřou, aby byly časem nahrazeny dalším stromem. Průmysl, který se nachází v rovině ekonomické rovnováhy, je tedy dle Marshalla tvořen statickým počtem i statickou velikostí firem, i když se jednotliví aktéři mění – nedochází k odlivu ani přílivu firem. Marshall tedy zpochybňuje myšlenku, že by dokázaly firmy ovládnout trh a zničit konkurenci, vzhledem k tomu, že je jejich růst omezen. Tato analogie ale byla následně kritizována Marshallovými nástupci, Pigouem a Robertsonem, kteří naopak tvrdí, že čím bude docházet ke zvětšování trhu, tím větší se v něm budou vyskytovat firmy a tím se bude i zvětšovat jejich produkce.

### Teorie blahobytu
Na Marshallovo ekonomické učení navazoval Arthur C. Pigou. Byl jeho studentem a zajímal se o témata, která se dala spíše uchopit z praktického či politického hlediska. Nejdříve se věnoval například problémům trhu práce a později také daňové politice. Do Cambridgeské školy ovšem přispěl nejvíce svojí teorií blahobytu. Tato teorie se objevila už v roce 1912 v knize „Bohatství a blahobyt“, kterou později zdokonalil a vydal své nejznámější dílo „Ekonomie blahobytu“ z roku 1920.
Teorie blahobytu se zaměřuje na otázku, zda je tržní systém efektivní. Pigoua zajímalo, zda v případě rovnováhy dochází k maximálnímu uspokojení potřeb pomocí daných zdrojů. Jeho závěrem bylo, že tomu ne vždy musí tak být.
V teorii navazuje na dva pojmy od Marshalla, na spotřebitelův přebytek a na výrobcův přebytek. Součtem těchto přebytků lze měřit ekonomický blahobyt z daného statku. V případě tržní rovnováhy na konkurenčním trhu je tento součet maximalizován, naopak při nerovnováze se je součet nižší (tzv. mrtvá ztráta nebo mrtvé náklady). Také vypozoroval, že pokud na trhu existuje monopol, dochází k situaci, kdy součet spotřebitelova a výrobcova přebytku k maximalizaci nevede.
Zásadním přínosem Arthura C. Pigoua bylo rozdělení soukromých nákladů a společenských nákladů, dále pak i odlišení soukromého užitku a společenského užitku. Na základě toho přišel s pojmem externalit, které mohou být negativní nebo pozitivní. Ty v zásadě představují selhání trhu – ve chvíli, kdy se ukazují rozdíly mezi soukromými a společenskými náklady (případně mezi soukromým a společenským užitkem), nedochází k efektivní alokaci zdrojů, z toho důvodu nemůže být naplňován společenský blahobyt. Pigoutovo řešení je intervence státu do tržního procesu ve formě daní a subvencí, které by napomohly k odstranění nesouladu soukromých a společenských nákladů (případně soukromého a společenského užitku).